# A Frolix–8 küldötte
A Frolix–8 küldötte (Our Friends from Frolix 8) egy 1970-ben megjelent sci-fi regény Philip K. Dick tollából. A regényben Dick egy olyan disztópikus világot mutat be, melynek társadalmában teljesen legális a drogfogyasztás – éttermekben rendelhető bármilyen –, és az embereket evolúciós alapokon sorolják be különböző kasztokba. A könyv tartalmazza valamennyi dick-i sablont, de a szerelmi szál nagyobb szerephez jut.
Magyarul Pék Zoltán fordításában jelent meg az Agave Könyvek kiadásában 2012-ben.

## Cselekmény
|  | Alább a cselekmény részletei következnek! |

A huszonkettedik században a Földet az újak uralják, akik mentális képességei messze meghaladják az átlagemberekét. Képesek segítségül hívni parapszichológiai képességeket, mint például a telekinézis, telepátia és a prekogníció. Zsarnoki hatalmukat meggyengítendő, Thors Provoni a mélyűrbe utazott, hogy egy idegen fajtól kérjen segítséget. Egy értelmes, protoplazmikus idegennel tér haza, akinek fajára csak „barátaink a Frolix–8-ról”-ként hivatkozik. Célja, hogy ismét a régiek (parapszichológiailag negatív) kezébe adja a Föld irányítását.
A cselekmény két másik főszereplője, Nick Appleton (régi, foglalkozását tekintve gumihornyoló) és Willis Gram (új, azon belül is rendkívüli besorolású), egymással szemben álló felek. Appleton fia, Bobby megbukik a Közbesoroló Iroda tesztjén, melyről utólag derül ki, hogy manipulálták, szándékosan a régiek kiszorítása miatt. Eközben a terraiak már szervezik a Provoni-párti felkelést a kormány ellen, várva hősük és az erősítés visszatértét.
Appleton akaratlanul is a provonisták mozgalmába kerül, és beleszeret egy Charlotte „Charley” Boyer nevű tizenhat éves lányba, akiért magára hagyja a feleségét. A lány eredetileg együtt él egy Denny nevű alkoholista fiúval, aki gyakran bántalmazza. Miután kiderül, hogy Appleton a lázadók közé került, Willis Gram tudomást szerez a néhai gumihornyolóról, és rajta keresztül megismeri Charley-t is, és beleszeret. A régi férfi szakmáját feketelistára teszi féltékenységből.
Provoni visszatér a Földre, és Gram emberei azonnal tűz alá veszik az űrhajóját, de minden támadásuk hasztalan; nem tudnak kárt tenni az idegen járműben. Végül sikerül lebénítani az újak képességeit, és megszüntetni a Rendkívüli Rendbiztonsági Bizottságot. Gram katonái végeznek Danyvel, majd az események láncolatában Charley is karambol áldozata lesz, melyben Appleton megsérül. A hatalmától megfosztott Gram képtelen kezelni a helyzetet, és az újak hatalma megszűnik. Többen közülük agyilag visszafejlődnek a gyermekek szintjére. 
|  | Itt a vége a cselekmény részletezésének! |

## Magyarul
- A Frolix–8 küldötte; ford. Pék Zoltán; Agave Könyvek, Bp., 2012